# Smörskira
En smörskira är ett mindre ugnsfast kärl eller liten kastrull, vanligtvis med lock och hällpip. En smörskira smälter smöret sakta så att fett och vatten delar sig, för att man ska kunna hälla över det smörgula fettet som lägger sig överst i smörskiran. Skirat smör är vanligt förekommande till maträtter med fisk. I Sverige producerades smörskiran flitigt under 1950- och 1960-talet av både Rörstrand och andra ledande fabrikanter.